# Šilo (naselje)
Šilo je manjše naselje in nekdanje trajektno pristanišče na otoku Krk (Hrvaška), ki upravno spada v občino Dobrinj; le-ta pa spada pod Primorsko-goransko županijo.
Šilo leži v zalivu Stipanja na severozahodni strani severnega dela otoka nasproti Crikvenici. Nekdanje preprosto ribiško naselje se je razvilo v prijetno turistično naselje z lepimi plažami. Razvoj turizma se je pričel po letu 1959, ko je pričel med Crikvenico in Krkom voziti trajekt.
Zaliv Stipanja je z ozkmim, nizkim polotokom, ki se končuje z rtom Šilo dobro zaščiten pred južnimi in vzhodnimi vetrovi. Na koncu rta stoji svetilnik, ki oddaja svetlobni signal: B Bl 3s. Nazivni domet svetilnika je 7 milj.
Šilo je bilo leta 1958 preko Velebitskega kanala s Crikvenico povezano s prvo trajektno linijo na Jadranu.
V nekdanjem trajektnem pristanišču se danes plovila lahko privežejo bočno na valobran. Na koncu valobrana stoji svetilnik, ki oddaja svetlobni signal: Z Bl 2s.

## Demografija
| Pregled števila prebivalcev po letih | Pregled števila prebivalcev po letih | Pregled števila prebivalcev po letih | Pregled števila prebivalcev po letih | Pregled števila prebivalcev po letih | Pregled števila prebivalcev po letih | Pregled števila prebivalcev po letih | Pregled števila prebivalcev po letih | Pregled števila prebivalcev po letih | Pregled števila prebivalcev po letih | Pregled števila prebivalcev po letih | Pregled števila prebivalcev po letih | Pregled števila prebivalcev po letih | Pregled števila prebivalcev po letih | Pregled števila prebivalcev po letih |
| ------------------------------------ | ------------------------------------ | ------------------------------------ | ------------------------------------ | ------------------------------------ | ------------------------------------ | ------------------------------------ | ------------------------------------ | ------------------------------------ | ------------------------------------ | ------------------------------------ | ------------------------------------ | ------------------------------------ | ------------------------------------ | ------------------------------------ |
| 1857                                 | 1869                                 | 1880                                 | 1890                                 | 1900                                 | 1910                                 | 1921                                 | 1931                                 | 1948                                 | 1953                                 | 1961                                 | 1971                                 | 1981                                 | 1991                                 | 2001                                 |
| 0                                    | 0                                    | 27                                   | 54                                   | 77                                   | 176                                  | 120                                  | 142                                  | 153                                  | 172                                  | 151                                  | 188                                  | 229                                  | 346                                  | 381                                  |